# Széchenyi-Preis
Der Széchenyi-Preis (ungarisch Széchenyi-díj) ist die höchste staatliche Auszeichnung in Ungarn für die Bereiche Wissenschaft und Forschung. Er ist nach dem ungarischen Staatsreformer István Széchenyi (1791–1860) benannt.

## Geschichte
Seit 1948 wurde jährlich der Kossuth-Preis (ungarisch Kossuth-díj) als höchste staatliche Auszeichnung für die Bereiche Wissenschaft, Literatur und Kultur verliehen. Ab 1963 wurde dann der Bereich Wissenschaft aus dem Kossuth-Preis ausgegliedert und der Staatspreis der Ungarischen Volksrepublik (ungarisch Magyar Népköztársaság Állami Díja) für diesen Bereich geschaffen, der bis 1990 verliehen wurde. Am 25. Januar 1990 entschied das ungarische Parlament, dass an Stelle des ehemaligen Staatspreises der Széchenyi-Preis verliehen werden solle.

## Verleihung und Preisträger
Der Széchenyi-Preis wird vorwiegend an Einzelpersonen vergeben, kann aber auch an Gruppen und auch posthum vergeben werden. Verliehen wird der Preis vom Präsidenten der Republik Ungarn am ungarischen Nationalfeiertag, dem 15. März, in einer Zeremonie zusammen mit dem Kossuth-Preis im Parlamentsgebäude in Budapest.
Der Széchenyi-Preis kann auch als Großer Széchenyi-Preis (ungarisch Széchenyi-nagydíj) für besondere Verdienste an Einzelpersonen verliehen werden. Bisher wurde der Große Széchenyi-Preis sechs Mal vergeben: 1995 an den Historiker und damaligen Präsidenten der Ungarischen Akademie der Wissenschaften Domokos Kosáry, 2008 an den Mathematiker László Lovász, 2011 an den Nobelpreisträger für Chemie György Oláh, 2012 an den Mediziner Szilveszter Vizi, 2014 an den Historiker John Lukacs und 2021 an die Kunsthistorikerin Katalin Dávid.
Das erste Mal wurde der Preis am 15. März 1990 verliehen, wobei sieben Einzelpersonen und zwei Gruppenarbeiten ausgezeichnet wurden und der Preis posthum an zwölf Personen verliehen wurde.
Zu den Gewinnern des Jahres 2004 gehört der 2005 verstorbene Romanist und Latinist Jószef Herman. Im Jahr 2005 wurde der Széchenyi-Preis an neunzehn Einzelpersonen und eine Gruppe verliehen. Tamás Freund, welcher ein Neurowissenschaftler ist, gewann den Széchenyi-Preis ebenso wie der 2021 verstorbene Musikwissenschaftler János Kárpáti. Zudem erhielt eine Gruppe den Széchenyi-Preis, unter deren Mitgliedern auch der Mathematiker Gyula O. H. Katona war.
2006 wurde der Preis an eine Gruppe sowie an zwanzig Einzelpersonen verliehen, wie unter anderem an den Mathematiker Vilmos Totik, an den Soziologen und Dekan der Fakultät für Soziologie der New York University Abu Dhabi Iván Szelényi, an Géza Perneczky, welcher Kunsthistoriker, Schriftsteller, bildender Künstler, Kurator und Pädagoge ist, sowie an den Wasserbauingenieur Emil Mosonyi.
Der Széchenyi-Preis wurde 2011 vierzehn mal vergeben, unter anderem an den Psychologen Mihály Csíkszentmihályi und dem Mathematiker Lajos Pósa.
2012 wurde der Széchenyi-Preis an siebzehn Preisträger verliehen. Zu ihnen gehört die Biologin Eva Kondorosi, welche sowohl die ungarische als auch die französische Staatsbürgerschaft innehat. Zudem wurde auch der Mathematiker Endre Szemerédi mit dem Széchenyi-Preis ausgezeichnet.
2015 erhielten vierzehn Personen und eine Gruppe den Széchenyi-Preis, darunter der Mathematiker András Frank und der der Archäologe László Török.
Im Jahr 2017 wurde der Preis an 13 Einzelpersonen und eine Gruppenleistung verliehen. Zu den Preisträgern gehörte der britische Mathematiker Béla Bollobas und der Biochemiker Eörs Szathmáry.
Im Jahr 2018 wurden sechzehn Personen mit dem Preis ausgezeichnet, darunter der Mathematiker Zoltán Füredi und der Ethnologe Mihály Hoppál.
2019 wurde der Preis an sechzehn Preisträger verliehen. Zu ihnen gehört der Astronom Lázló L. Kiss.
Im Jahr 2020 konnte der Széchenyi-Preis aufgrund der Corona-Pandemie nicht wie üblich am Nationalfeiertag, dem 15. März, verliehen werden. Die Verleihung wurde auf den 19. August 2020 verschoben, an dem elf Preisträger ausgezeichnet wurden, darunter der Mathematiker Tamás Szőnyi.
Bei der Verleihung 2021 wurde unter anderen die Biochemikerin Katalin Karikó ausgezeichnet.